# Curtiss SOC Seagull

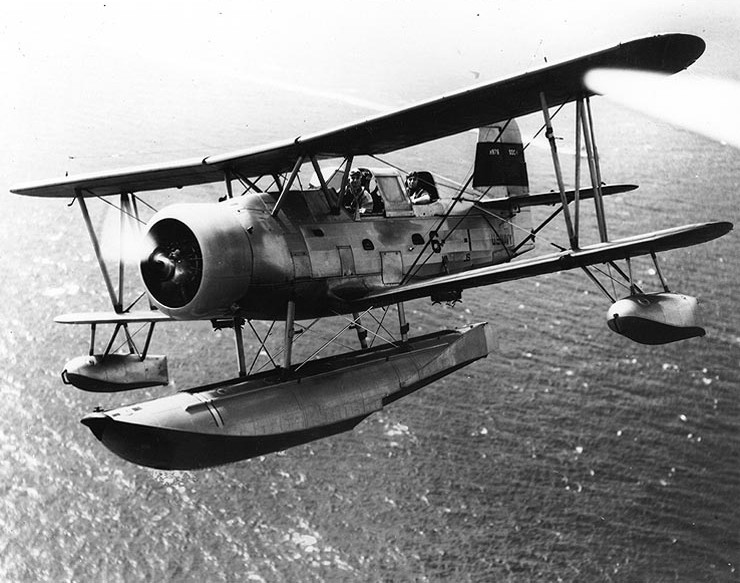
Curtiss SOC-1 Seagull met drijvers

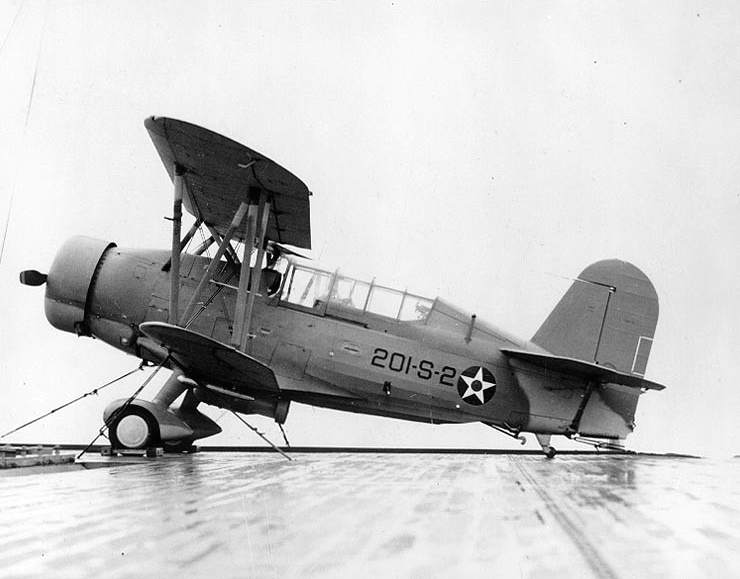
Curtiss SOC-3 Seagull met vast onderstel

De Curtiss SOC Seagull ('Zeemeeuw') is een eenmotorig verkenningswatervliegtuig gebruikt door de geallieerden tijdens de Tweede Wereldoorlog. Het toestel werd ontworpen door Alexander Solla voor de Curtiss-Wright Corporation. Het toestel was vanaf 1935 in gebruik. 

## Ontwerp en ontwikkeling
De SOC werd eerst besteld voor de productie door de US Navy in 1933 en kwam twee jaar later in dienst in 1935. De eerste bestelling was goed voor 135 SOC-1 modellen, met de opvolging door 40 SOC-2 modellen voor landingsoperaties en 83 stuks SOC-3 toestellen. Een variant van de SOC-3 werd gebouwd door de Naval Aircraft Factory (NAF) als de SON-1, zoals hierboven vermeld.
Curtiss-Wright leverde 258 SOC-vliegtuigen, in versies SOC-1 tot en met de SOC-4, waarvan de productie begon in 1937. De SOC-3-ontwerpen werden gebruikt als basis voor de Naval Aircraft Factory SON-1. De Naval Aircraft Factory leverde 44 vliegtuigen vanaf 1940. Het Amerikaanse Korps Mariniers gebruikte ook deze toestellen, evenals de Amerikaanse Kustwacht.

## Operationele geschiedenis
Het watervliegtuig diende vooral op slagschepen, onder andere op de USS California (BB-44) en USS Tennessee (BB-43), en kruisers van de US Navy. Ze werd gelanceerd met een katapult en keerde terug met een landing op zee, waar ze ook vanuit opsteeg. De SOC Seagull moest zoals vele andere watervliegtuigen na een vlucht met de scheepskraan aan boord gehesen worden. De dubbeldekker vouwde haar vleugels naar achter tegen de vliegtuigromp, om meer bergplaats te verkrijgen aan boord van een schip. Dit gebeurde eveneens met de andere vliegtuigen op vliegdekschepen. Wanneer ze niet op basis van één enkele grote centrale drijfvlotter met ondervleugelde kleinere drijfvlotters was voorzien kon dit type watervliegtuig, door op voorhand gemonteerde vaste landingsgestel met niet-inklapbare wielen, ook landen op een vliegveld.
Voor het einde van het decennium, werd de SOC vervangen door zijn opvolger en de productie kwam tot stilstand eind 1938. In 1940 hadden de meeste slagschepen hun SOC's voor Vought OS2Us omgeruild en de kruisers zouden hun verouderde SOC's vervangen met de derde generatie verkenner, de Curtiss SO3C Seamew. De SO3C-ontwerpen kampte met motorproblemen en de geplande verandering werd geschrapt. De Curtiss SOC, ondanks haar verouderde dubbeldekkersontwerp van een vroegere generatie, werd toch nog als geschikt genoeg beschouwd en haar missies van geschutsverkenningen tot beperkte verkenningsmissies werden goed ten uitvoer gebracht.
Aanvankelijk stond de SOC bekend als de XO3C-1, vanaf de productie tot in de loop van de eerste zes maanden van haar dienst bij de US Navy. Het werd veranderd tot SOC toen de verkennings- en observatietaken definitief werden samengesmolten. De SOC werd voor 1941 géén "Seagull" genoemd, want de US Navy begon daarna pas met het benoemen van haar vliegtuigen met populaire codenamen in plaats van alfanumerieke onderschriften.

## Gebruikers
Verenigde Staten
- United States Navy
- United States Coast Guard

## Specifieke eigenschappen (SOC-1)

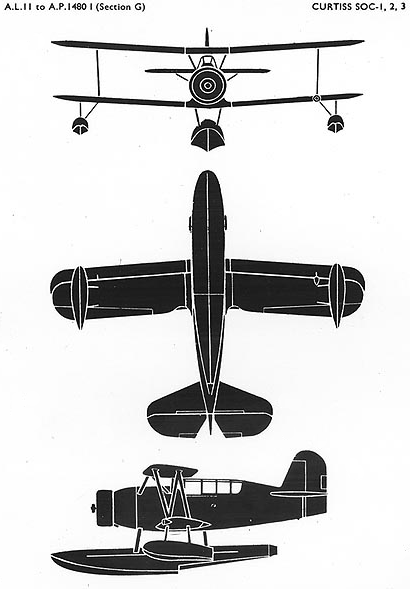
Curtiss SOC Seagull

### Algemene kenmerken
- Type: Verkenningwatervliegtuig
- Ontwerper: Curtiss-Wright Corporation
- Bemanning: 2 man (piloot en waarnemer)
- Lengte: 9,48 m
- Vleugelwijdte: 10,98 m
- Hoogte: 4,50 m
- Vleugeloppervlakte: 31,80 m²
- Leeg gewicht: 1648 kg
- Geladen gewicht: 2407 kg
- Krachtbron: 1× Pratt & Whitney R-1340-22 stermotor 550 pk (410 kW)

### Uitvoering
- Maximumsnelheid: 255 km/u
- Reikwijdte: 1086 km
- Diensthoogte: 4540 m
- Vleugellading: 76 kg/m²
- Vermogen: 0,17 kW/kg

### Bewapening
- 1× vaste (voorwaarts) 7,62mm-mitrailleur
- 1× beweegbare (achteraan) 7,62mm-mitrailleur
- 295 kg bommen

## Fotogalerij

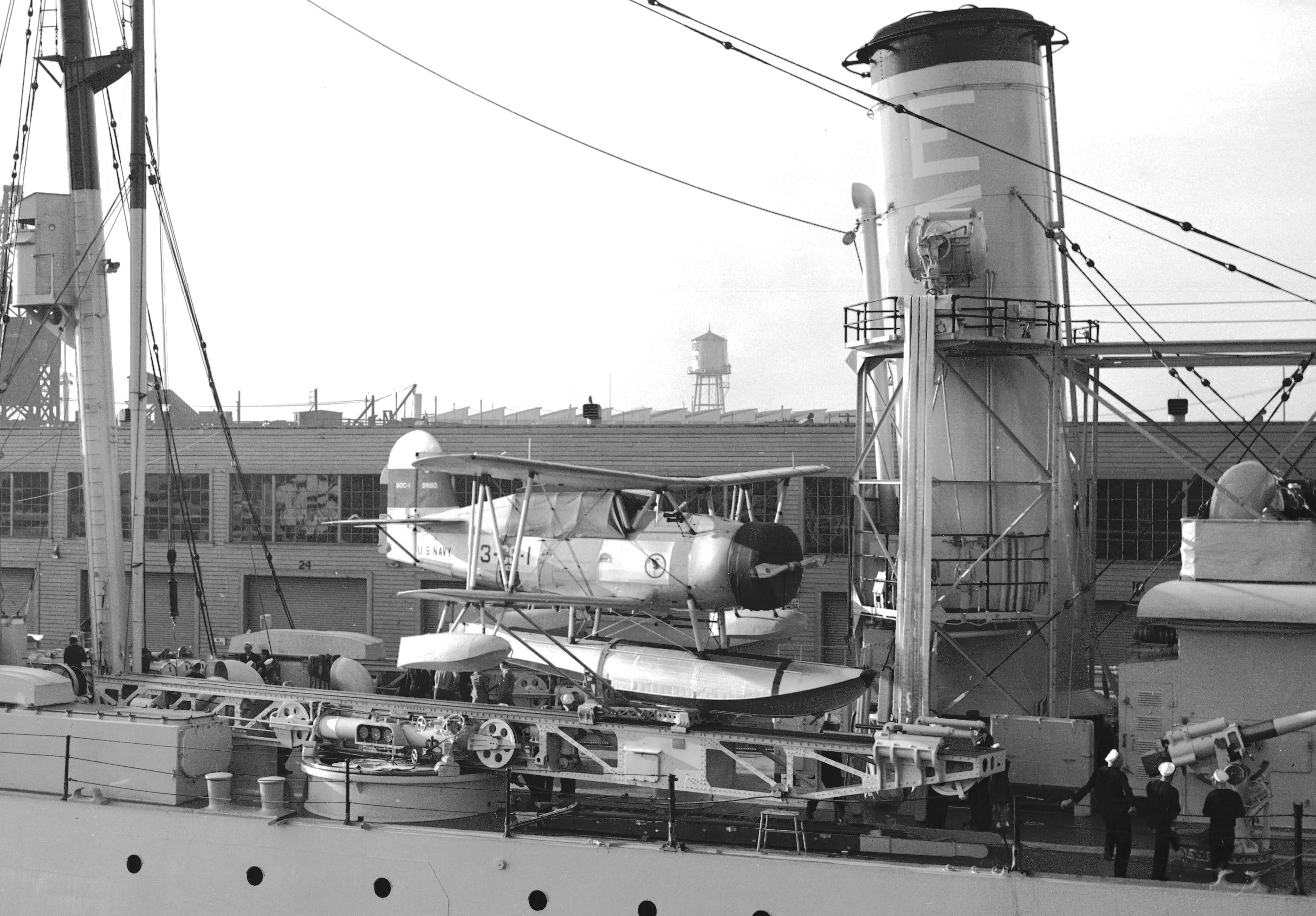
Seagull op een katapult
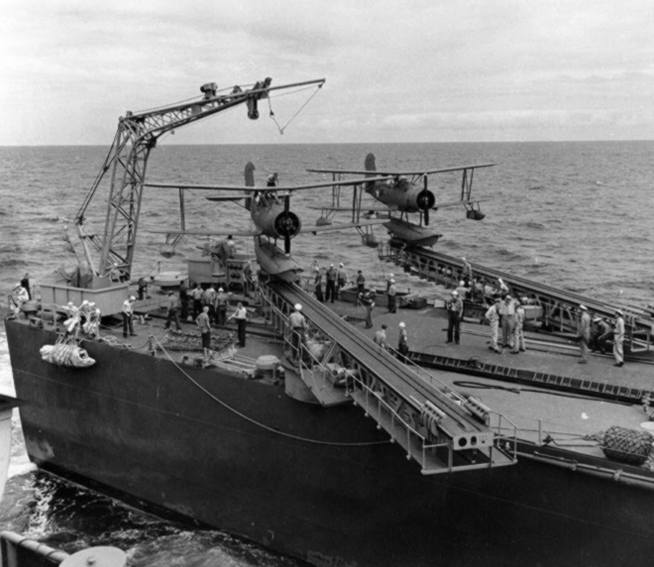
Seagulls op het achterdek van een lichte kruiser
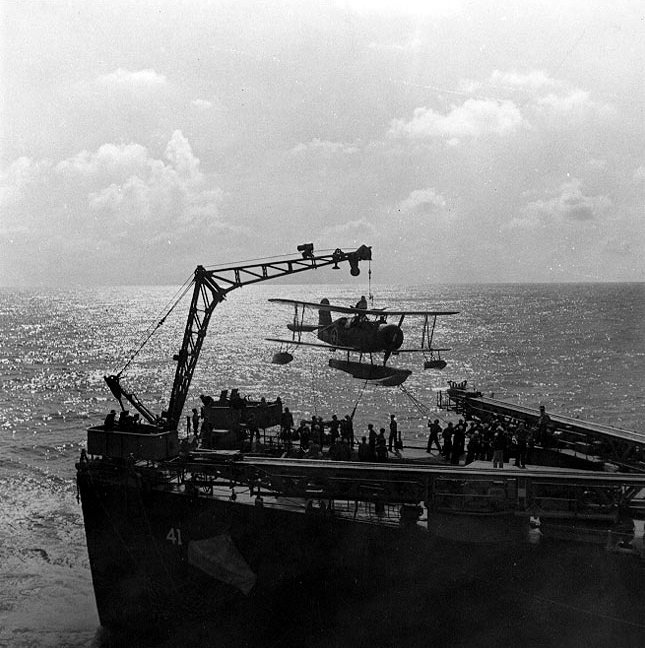
Vliegtuig aan kraan en wordt aan boord gebracht
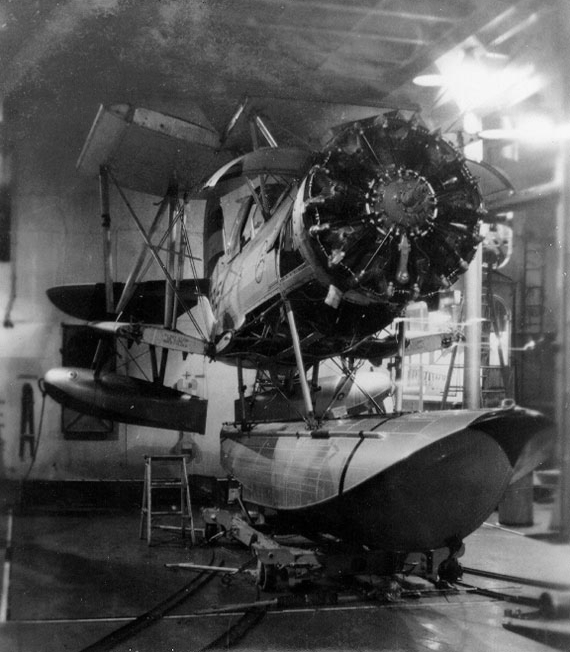
Seagull met ingeklapte vleugels in een hangar